# Tom Skerritt
Tom Skerritt (* 25. srpna 1933, Detroit, Michigan, USA) je americký filmový herec, který se proslavil hlavně díky rolím ve filmech M.A.S.H. (1970), Vetřelec (1979), Mrtvá zóna (1983), Top Gun (1986), Ocelové magnólie (1989), Jedovatý břečťan (1992), Kontakt(1997), Kouřové signály (1998), Slzy slunce (2003)a Méďa (2012). Za výkon v seriálu Picket Fences získal cenu Emmy.